# Erica holtii
Erica holtii là một loài thực vật có hoa trong họ Thạch nam. Loài này được Schweick. mô tả khoa học đầu tiên năm 1933.